# 和碩和婉公主
和碩和婉公主（わせきわえんこうしゅ、雍正12年（1734年）6月24日 - 乾隆25年（1760年）3月17日）は、清の公主で、乾隆帝の養女。実父は和親王弘昼。生母は嫡福晋（正室）の呉扎庫（ウジャク）氏。

## 生涯
雍正12年（1734年）6月24日に生まれた。生母は嫡福晋烏札庫氏。乾隆帝の初年には寿康宮の太妃に養育されたが、内閣大庫の記録では寧寿宮で養育された公主と記されている。年齢が第三皇女（後の固倫和敬公主）よりも年下であったため、「四公主」と呼ばれていたが、乾隆16年（1751年）に嫁いでから正式に「和碩和婉公主」と改称され、その後の「四公主」の称号は、後に生まれた和碩和嘉公主に引き継がれた。
乾隆15年（1750年）2月、巴林郡王博爾済吉特氏の璘沁の子、德勒克に嫁ぐことが決まった。同年11月17日巳の刻（午前9〜11時頃）に婚約の儀（初定礼）が行われ、12月16日寅の刻（午前3〜5時頃）に結婚式（成婚礼）が行われた。公主の嫁入り道具である朝帽（礼帽）、かんざし、指輪などの装飾品は、和碩公主の例に従って準備された。この年の宮中の記録では、四公主の下には祥格、敦格、蘭格、銀格、春秀、多秀の6人の女官が仕えていたと記されている。
乾隆25年（1760年）3月17日、27歳の若さで公主は薨去した。夫である額駙（公主の夫の称号）德勒克は、乾隆48年（1783年）になってようやく「貝子（親王に次ぐ爵位）」に昇格し、乾隆59年（1794年）に亡くなった。

## 参考資料
1. ↑  『乾隆十五年記事録』